# Amphibolurinae
Amphibolurinae — підродина ящірок з родини Агамових. Має 14 родів.

## Опис
Загальна довжина представників цієї підродини коливається від 12 до 90 см. Колір шкіри у різних видів досить мінливий. Тулуб трохи стиснутий, шкіра у деяких родів товста, а в інших вельми уразлива. Деякі мають досить загрозливий вид, маючи численні шипики (наприклад, молох). У більшості агам Amphibolurinae відсутній спинний гребінь. У частини видів шкіра гідроскопічна, тобто довго утримує вологу.

## Спосіб життя
Полюбляють пустелі, напівпустелі, кам'янисті та скельні місцини. Зустрічаються також на деревах та біля водойм. Ховаються у норах, під каміння, в ущелинах. Активні вдень. Харчуються комахами, безхребетними, дрібними ссавцями.
Це яйцекладні ящірки. Кількість яєць, що відкладається досить різна — у середньому до 30.

## Розповсюдження
Мешкають у південно—східній Азії, Австралії та на о. Нова Гвінея.

## Роди
1. Amphibolurus
2. Chelosania
3. Chlamydosaurus
4. Cryptagama
5. Ctenophorus
6. Diporiphora
7. Gowidon
8. Hypsilurus
9. Intellagama
10. Lophognathus
11. Lophosaurus
12. Moloch
13. Physignathus
14. Pogona
15. Rankinia
16. Tropicagama
17. Tympanocryptis